# Gabinete Abaeté
O Gabinete Abaeté foi o ministério formado pelo Partido Conservador em 12 de dezembro de 1858 e dissolvido em 10 de agosto de 1859. Foi chefiado por Antônio Paulino Limpo de Abreu, Visconde de Abaeté, sendo o 10º gabinete do Império do Brasil após o estabelecimento do Decreto n.º 523 de 1847. Foi antecedido pelo Gabinete Olinda II e sucedido pelo Gabinete Ferraz.

## Contexto
Segundo Sérgio Buarque de Holanda (2004):
D. Pedro II chama o sólido conservador Eusébio de Queirós para organizar Ministério, mas ele recusa, apesar das insistências, alegando problemas de saúde. Também Uruguai recusa o posto. Convoca-se então o antigo liberal que se convertera aos conservadores, Antônio Paulino Limpo de Abreu, Visconde de Abaeté. É o Gabinete de 12 de dezembro de 1858. [...] Abaeté organizou Ministério, reservando-se a pasta da Marinha. [...] Era um conjunto essencialmente conservador e que devia ser de luta. [...] Abaeté não tinha muita garra partidária, pois passara de liberal a conservador.

## Composição

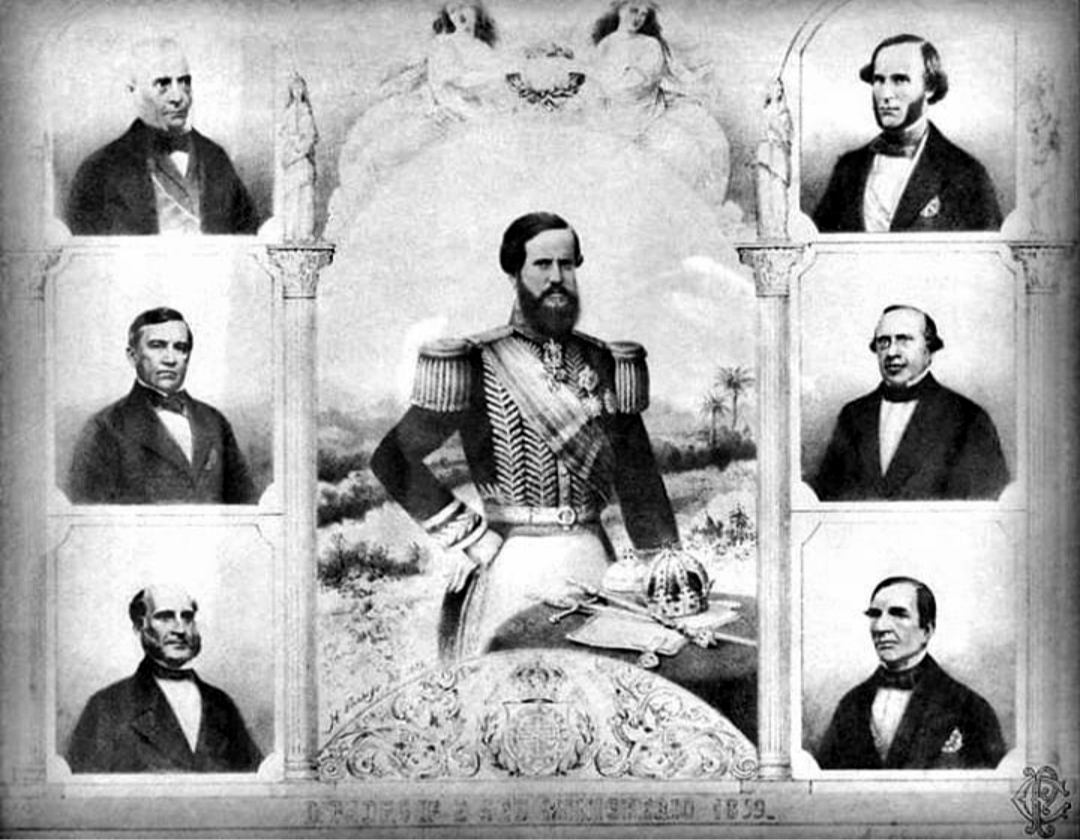
Imagem comemorativa ao Gabinete Abaeté feita por Sébastien Auguste Sisson em 1859.

O gabinete foi composto da seguinte forma:
- Presidente do Conselho de Ministros: Antônio Paulino Limpo de Abreu, Visconde De Abaeté.
- Ministro dos Negócios do Império: Sérgio Teixeira de Macedo.
- Ministro da Justiça: José Tomás Nabuco de Araújo; substituído a 21 de março de 1859 por Manuel Vieira Tosta.
- Ministro dos Estrangeiros: José Maria da Silva Paranhos.
- Ministro da Fazenda: Francisco de Sales Torres Homem.
- Ministro da Marinha: José Maria da Silva Paranhos, interino; substituído a 12 de fevereiro de 1859 por Manuel Felizardo de Sousa e Melo.
- Ministro da Guerra: Antônio Paulino Limpo de Abreu.

## Programa de governo
Segundo o Presidente do Conselho de Ministros (1859):
[...] o gabinete atual, amigo do progresso judicioso e maduramente refletido, desencantado de muitas ilusões porque já temos passado, esclarecido por um grande número de ensaios e de experiências, umas que tem sido infrutíferas, outras prejudiciais, pretende ser muito cauteloso em quaisquer reformas que possam desejar-se, a de procurar conformar-se com a opinião do país, bem manifestada e reconhecida [...].
O gabinete apresentou o seguinte programa de governo:
- Regulamentar o casamento civil.
- Incentivar a imigração.
- Estabilizar a moeda.
- Reformar o sistema de recrutamento.
- Reformar o sistema de promoções da Armada.
- Estabelecer novos meios de comunicação por terra e mar.

## Legislação aprovada
O gabinete aprovou a seguinte legislação:
- Decreto nº 2.318 de 22 de dezembro de 1858: Providencia sobre a confecção e organização do Código Civil do Império.
- Decreto nº 1.021 de 6 de junho de 1859: Manda contar para reforma e condecoração do hábito de Avis aos oficiais do Exército e Armada, o tempo que tiverem servido como praças do corpo de municipais permanentes da Corte, ou em quaisquer outros policiais, militarmente organizados.
- Decreto nº 2.343 de 29 de janeiro de 1859: Faz diversas alterações nos decretos nº 703 de 20 de novembro de 1850 e nº 870 de 22 de novembro de 1851 sobre a organização do Tesouro e tesourarias de Fazenda.
- Decreto nº 2.350 de 5 de fevereiro de 1859: Reforma a secretaria de Estado dos Negócios da Justiça.
- Decreto nº 2.358 de 19 de fevereiro de 1859: Reorganiza a secretaria de Estado dos Negócios Estrangeiros.
- Decreto nº 2.359 de 19 de fevereiro de 1859: Reforma a secretaria de Estado dos Negócios da Marinha.
- Decreto nº 2.368 de 5 de março de 1859: Reorganiza a secretaria de Estado dos Negócios do Império.
- Decreto nº 2.409 de 27 de abril de 1859: Dá regulamento à inspeção de saúde dos portos.
- Decreto nº 2.422 de 18 de maio de 1859: Aprova o regulamento para a escola geral de tiro do Campo Grande.
- Decreto nº 2.433 de 15 de junho de 1859: Manda executar o novo regulamento para arrecadação dos bens de defuntos e ausentes, vagos e do evento.
- Decreto nº 2.442 de 16 de julho de 1859: Promulga a nova convenção fluvial entre o Império do Brasil e a República do Peru.